# Stef Tuinstra
Stef Tuinstra (* 4. Mai 1954 in Groningen) ist ein niederländischer Organist, Orgelsachverständiger und Autor.

## Leben
Stef Tuinstra wuchs in einer musikalischen Familie auf. Sein Vater war Orchestermusiker aus Friesland, seine Mutter Amateursängerin, sein Bruder Luuk spielte jahrelang in Radioorchestern Posaune. Stef Tuinstra erhielt mit sechs Jahren Klavier-, mit neun Jahren Posaunenunterricht und ab dem vierzehnten Jahr Orgelunterricht.
Am Prins Claus Conservatorium in Groningen studierte Tuinstra bei Wim van Beek (1930–2017) Orgel und schloss sein Masterdiplom „cum laude“ ab. Nebenfächer waren Klavier und Posaune; zudem erhielt er Cembalounterricht. Tuinstra studierte bei Gustav Leonhardt und vertiefte seine Fähigkeiten in Meisterkursen bei Luigi Ferdinando Tagliavini, Ton Koopman und Harald Vogel. Von Klaas Bolt wurde er als Orgelsachverständiger eingeführt. 1978 legte er sein Diplom in Chorleitung und Kirchenmusik ab. Ein Jahr später gewann er den Prix D’Exellence und 1980 den Choralpreis beim Nationalen Improvisationswettbewerb in Bolsward und 1986 den Internationalen Cembalowettbewerb in Brügge.
Als Orgelsachverständiger arbeitet Tuinstra mit der Protestantischen Kirche in den Niederlanden und dem „Rijksdienst voor het Cultureel Erfgoed“ zusammen. Er hat mehr als 140 Orgelneubauten und Restaurierungsprojekte begleitet, darunter Arp Schnitgers Orgel in Mensingeweer und seine Orgel in der Aa-Kerk.
Seit 1973 ist er Kantor-Organist in Zeerijp. Tuinstra gründete 1978 den Kammerchor Musica Retorica, den er bis 1993 leitete. Im Jahr 1992 gründete er die Nord-Niederländische Orgelakademie, die er seitdem leitet. Im selben Jahr wurde er Organist an der Nieuwe Kerk in Groningen mit ihrer klassizistischen Orgel von Johannes Wilhelmus Timpe (1831). Seit 2017 teilt er sich mit Sietze de Vries die Organistenstelle der Martinikerk, die zuvor Wim van Beek 60 Jahre innehatte. Dort befindet sich eine der bekanntesten Barockorgeln Nordeuropas, die 1692 durch Arp Schnitger ihre maßgebliche Gestalt erhielt.
Stef Tuinstra gibt regelmäßig Konzerte, die er durch Improvisationen in verschiedenen Stilrichtungen von der Renaissance bis zur Moderne bereichert. Seine Meisterkurse finden in Europa, Japan und den U.S.A. statt. Unter seinen CD-Einspielungen wurden zwei mit dem Edison-Preis ausgezeichnet. Eine besondere Rolle nimmt die Einspielung des Gesamtwerks von Georg Böhm für Orgel und Cembalo ein. Tuinstra ist Vertreter der historischen Aufführungspraxis, in der die Rhetorik und der Affektgehalt der Werke die Interpretation bestimmen. Auf der Grundlage des Continuo-Spiels mit improvisatorischen Elementen wird ein orchestrales Orgelspiel angestrebt.
Tuinstra wohnt in Bedum, unweit von Groningen, und hat zwei Töchter. Seine Tochter Gerdine Tuinstra hat am Prins Claus Conservatorium Gesang studiert und tritt als Sopranistin gelegentlich zusammen mit ihrem Vater auf.

## Schriften (Auswahl)
- Versuch einer Rekonstruktion von Bachs Pedaltechnik. In: Musik und Gottesdienst. 68. Jg., 2014, ISSN 1015-6798, S. 173–180 (Teil 1); 69. Jg., 2015, S. 15–29 (Teil 2)
- Georg Böhm, Booklet zur CD-Gesamteinspielung, 2011 (PDF-Datei; 7,2 MB)
- Arp Schnitger – auf der Suche nach dem authentischen Klang. In: Basler Jahrbuch für historische Musikpraxis. Band 22/1998. Amadeus Verlag, Winterthur 1999, S. 157–178.
- Bachs Passacaglia en de „eigentliche Musici.“ In: Orgelkunst. Jg. 33, Nr. 44, 2010, S. 152–187.
- An Wasserflüssen Babylon – Johann Adam Reincken – Een Noord-Duitse Koraalfantasie als „Orgel oratorium“. In: Het Orgel. 94, Nr. 2, 1998, S. 6–14.
- Schnitger, Europese orgelbouwer van verleden en heden. In: Het Orgel. 94, Nr. 4, 1998, 34–42.
- Marten Eertman, orgelmaker op de grens tussen kunst en kitsch. In: Groninger Kerken. 13. Jg., Nr. 2, Juni 1996, S. 52–54 (online).
- Groningen, Province of organs. In: The Organ Yearbook. 25, 1995, S. 49–100.
- mit Harald Vogel, Reinhard Ruge: Wegweiser zu den Orgeln der Ems-Dollart-Region. 2. Auflage. Rautenberg, Leer 1992.
- Twee Schnitgerorgels gerehabiliteerd. In: Het Orgel. 85, April 1989, S. 170–184.
- Het Schnitger-Wenthinorgel te Weener (Ostfriesland). In: Het Orgel. Jg. 81, Nr. 1, 1985, S. 292–299.

## Diskografie
- Georg Böhm: Keyboard Works. 3 CDs. NNOA. 2011 (Orgeln in Hamburg/Jacobi und Midwolda sowie Cembalo).
- Jan Pieterszoon Sweelinck: The complete keyboard works. 9 CDs. 1999–2001 (verschiedene Interpreten).
- Bach in Midwolda: Stef Tuinstra bespeelt het Hinsz orgel.  NNOA. 2000 (BWV 541, 562, 593, 646, 647, 659–661, 680, 768)
- Nordniederländische Orgelkunst. CD Coronata, COR 1217 (Orgel in Zeerijp, mit Harry Geraerts, Tenor).
- Die Norddeutsche Kunst des Orgelchorals des 17. Jahrhunderts.  2 CD. NNOA. 1991 (Orgel in Norden, Werke von S. Scheidt, F. Tunder, D. Strunck, J.A. Reincken und D. Buxtehude).
- Orgelhistorie in Groningen. 3 CDs. Syncoop 5751 CD 114. 1990 (verschiedene Interpreten)
- Arp Schnitger in Groningen. Lindenberg LBCD15. 1990. (Orgel in Groningen/Aa-kerk: Werke von F. Tunder, V. Lübeck, J. Pachelbel, J.S. Bach, K. Bolt; Bernard Winsemius: Werke von J.N. Hanff, V. Lübeck, J.S. Bach).
- Arp Schnitger in Groningen. Lindenberg LBCD12. 1989. (Orgel in Eenum: Werke von Anonymus, G. Böhm, J. Pachelbel, J. A. Reincken, M. Weckmann, J.S. Bach; Harald Vogel in Godlinze: Werke von G.F. Händel, J. Mattheson, J.S. Bach).